# Narcissus cazorlanus
Narcissus cazorlanus är en amaryllisväxtart som beskrevs av Francisco Javier Fernández Casas. Narcissus cazorlanus ingår i släktet narcisser, och familjen amaryllisväxter.
Artens utbredningsområde är Spanien. Inga underarter finns listade i Catalogue of Life.